# Мерісвілл (Монтана)
Мерісвілл (англ. Marysville) — переписна місцевість (CDP) в США, в окрузі Льюїс-енд-Кларк штату Монтана. Населення — 82 особи (2020).

## Географія
Мерісвілл розташований за координатами 46°45′1″ пн. ш. 112°18′10″ зх. д. / 46.75028° пн. ш. 112.30278° зх. д. (46.750242, -112.302733).  За даними Бюро перепису населення США в 2010 році переписна місцевість мала площу 1,29 км², уся площа — суходіл.

## Демографія
Згідно з переписом 2010 року, у переписній місцевості мешкало 80 осіб у 40 домогосподарствах у складі 19 родин. Густота населення становила 62 особи/км².  Було 58 помешкань (45/км²).
Расовий склад населення:
| - 98,8 % — білих - 1,3 % — азіатів |

До двох чи більше рас належало 0,0 %. Частка іспаномовних становила 3,8 % від усіх жителів.
За віковим діапазоном населення розподілялося таким чином: 13,7 % — особи молодші 18 років, 67,5 % — особи у віці 18—64 років, 18,8 % — особи у віці 65 років та старші. Медіана віку мешканця становила 49,5 року. На 100 осіб жіночої статі у переписній місцевості припадало 116,2 чоловіків;  на 100 жінок у віці від 18 років та старших — 109,1 чоловіків також старших 18 років.
Середній дохід на одне домашнє господарство  становив 91 882 долари США (медіана — 51 094), а середній дохід на одну сім'ю — 140 507 доларів (медіана — 60 833). 
Цивільне працевлаштоване населення становило 54 особи. Основні галузі зайнятості: будівництво — 35,2 %, освіта, охорона здоров'я та соціальна допомога — 24,1 %, публічна адміністрація — 14,8 %, науковці, спеціалісти, менеджери — 14,8 %.